# Burattini nel verde
Burattini nel verde è stato un festival dedicato al teatro di figura svoltosi dal 1990 al 2008 presso il Parco delle Antiche Terme di Castellammare di Stabia. È considerato tra i principali festival del genere in Italia.

## Storia
Fu organizzato dalla Compagnia degli Sbuffi, nata nel 1985 da Aldo de Martino e Violetta Ercolano. In sette giorni venivano, in media, presentati, 25 spettacoli, e sette laboratori, oltre a mostre, convegni, seminari. Nelle varie edizioni si sono esibite compagnie provenienti da gran parte del mondo, tra le altre Russia, Cina, Indonesia, Pakistan, Inghilterra, Argentina, India e anche italiane. Il Festival ha ricevuto tre volte la Medaglia d'Argento dal Presidente della repubblica, allora Carlo Azeglio Ciampi, che ne ha parlato positivamente. Inoltre ha ricevuto l'Alto Patronato del Presidente della Repubblica, il Patrocinio del Presidenti di Camera e Senato, oltre quelli delle Ambasciate e Consolati delle Nazioni ospiti, oltre, ovviamente, il Patrocinio ed il sostegno della Città di Castellammare di Stabia.
Nel 2012 è stato organizzato un evento dal nome "Sognando... Burattini in verde" che ricorda il festival. L'evento viene organizzato sempre dalla Compagnia degli Sbuffi, tra gli ospiti: Giovanni Rienzo, Antonio Milo ed altri attori.